# Emphreus lineatipennis
Emphreus lineatipennis är en skalbaggsart som beskrevs av Stefan von Breuning 1950. Emphreus lineatipennis ingår i släktet Emphreus och familjen långhorningar.
Artens utbredningsområde är Kenya. Inga underarter finns listade i Catalogue of Life.